# Küh-Bach
Der Küh-Bach (Kühbach) ist ein etwa ein Kilometer langer linker und westlicher Zufluss der Gersprenz.

## Geographie

### Verlauf
Der Küh-Bach entspringt im Odenwald nördlich der Bierbacher Höhe. Er mündet bei Brensbach in die Gersprenz.

### Einzugsgebiet
Das ca. 35 ha große Einzugsgebiet des Küh-Bachs liegt im Vorderen Odenwald und im Reinheimer Hügelland. Vornehmlich Acker-, und Wiesenflächen, sowie ein kleiner Teil Waldgebiet, wird über die Gersprenz, den Main und den Rhein zur Nordsee entwässert.

### Flusssystem Gersprenz
- Fließgewässer im Flusssystem Gersprenz